# Aphelandra verrugensis
Aphelandra verrugensis är en akantusväxtart som beskrevs av P.L.R.Moraes. Aphelandra verrugensis ingår i släktet Aphelandra och familjen akantusväxter. Inga underarter finns listade i Catalogue of Life.